# Laelius de amicitia

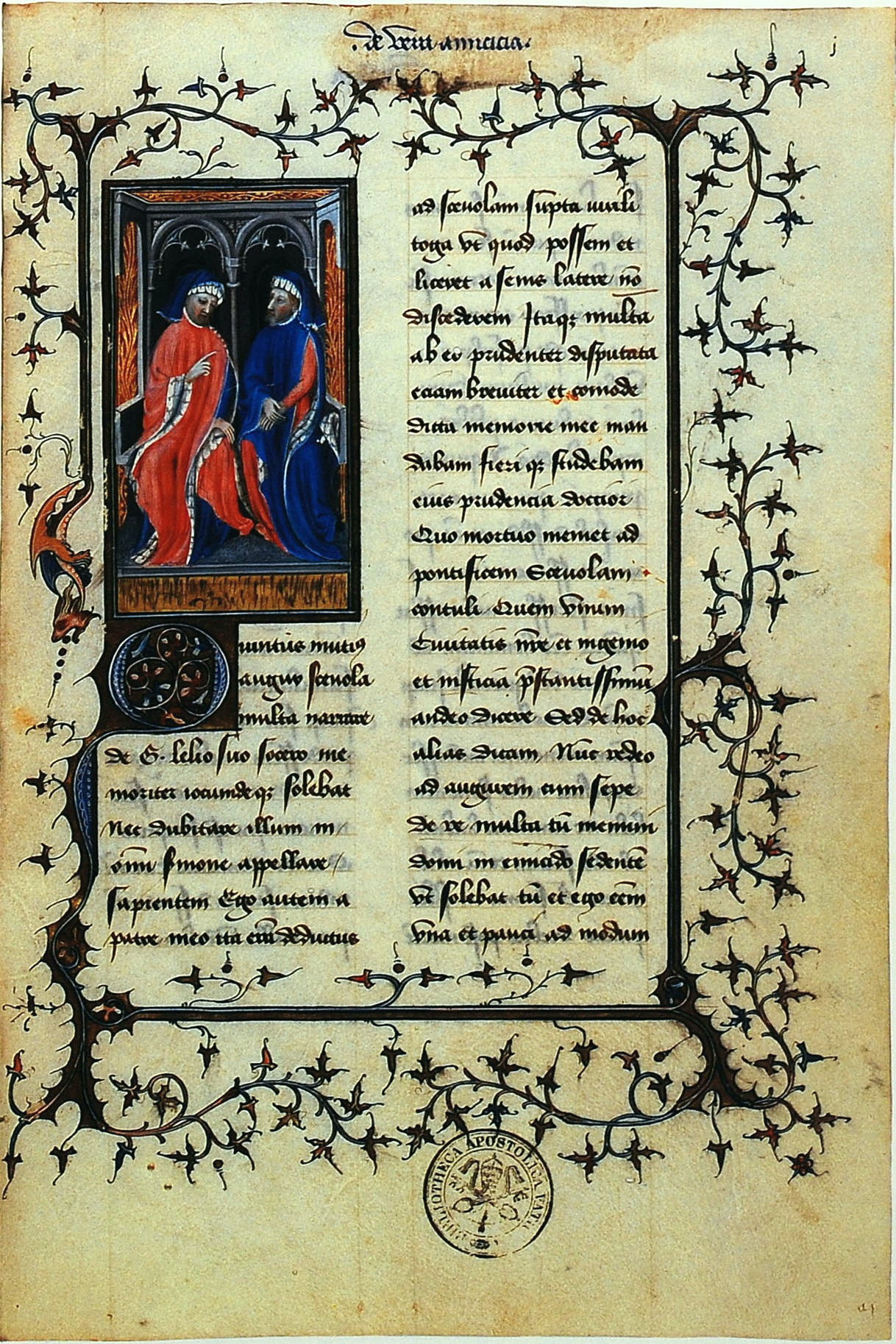
Otros títulos : De Amicitia

Laelius de amicitia (también conocido como De amicitia) es un tratado filosófico sobre la amistad escrito por Cicerón en el 44 a. C. a petición de su amigo Ático. Las relaciones entre los seres humanos y el sentido de la vida son las principales preguntas que Cicerón se formula en este tratado. Exalta el papel y la necesidad de la amistad en las relaciones sociales y la vida política romana con numerosos ejemplos de la historia de Roma. La publicación de esta obra se produce cuando Cicerón intenta constituirse una red de relaciones para oponerse al poder de Marco Antonio, y el tratado se presenta como un programa político y una apelación a sus contemporáneos. Cicerón volverá a hablar sobre la importancia social de la amistad en su última obra filosófica, el De officiis. En el De amicitia, por boca de Lelio, Cicerón intentará separar la amistad del concepto de utilitas, que siempre habían estado unidos y razonará sobre su naturaleza y sobre las normas de comportamiento que deben regularla.

## Fecha de redacción
La datación de las obras de Cicerón son siempre fuente de debate. El año de redacción de Laelius es incierto pero, gracias a algunas citaciones indirectas, podemos situar la redacción del tratado en el 44 a. C. Hay dos elementos que nos permiten colocar la obra en este año: en el premio al segundo líber del De divinatione, que se remonta a la primera mitad de marzo del 44 a. C., Cicerón presenta su programa filosófico sin mencionar la obra, cosa que nos hace pensar que aun no había sido escrita. Luego, la redacción del De officiis es cronológicamente posterior al De amicitia, lo cual nos hace pensar que Cicerón escribió De amicitia entre marzo y noviembre del 44.

## Contexto
Las obras de Cicerón pertenecen a la tardía edad republicana; una época de grandes acontecimientos que suponen el cambio de la forma republicana al imperio. El diálogo Laelius de amicitia en particular, lleva el lector al año 129 a. C., (el mismo del De re publica), pocos días después la muerte de P. Cornelio Scipio Emiliano, pues no en vano los interlocutores pertenecen al llamado «Círculo de Escipión». Durante las agitaciones de los Gracos, Lelio recuerda, ante Cayo Fannio y Mucio Escévola, al amigo fallecido, y diserta sobre el valor y los fines de la amistad. La situación política que había de fondo era extremamente tensa. En el año 44 a. C. en que se redactó el diálogo se asesinó a César y Cicerón intentaba recuperar posiciones en la escena política romana. Desde el punto de vista cultural, el siglo I es la época en que el pensamiento filosófico griego se difunde y se manifiesta la tendencia a acoger de las diferentes disciplinas solamente los elementos universalmente válidos: esta tendencia se llama eclecticismo, y es la que siguió Cicerón.

## Estructura
La obra empieza con una dedicación a Atticus y un proemio en el cual Cicerón, refiriéndose directamente al amigo, explica los motivos que lo llevan a tratar el tema de la amistad.
El diálogo real se inicia a partir del segundo capítulo. Los protagonistas son Lelio, Quinto Mucio Escévola y Cayo Fannio. Los dos yernos encuentran poco espacio en el diálogo y no intervienen directamente en la discusión sobre la amistad, sencillamente hacen preguntas y solicitan al suegro que exprese sus argumentos. La forma dialógica utilizada por Cicerón ya en otras obras tiene antecedentes en el género del diálogo platónico, pero innova al preferir los largos discursos por parte de los personajes en vez de las animadas preguntas y respuestas cortas. La forma, y la elección de figuras ilustres de la tradición como protagonistas, tiene por fin atraer a un público lo más amplio posible y entra en contraste con la producción filosófica contemporánea de carácter más erudito y didáctico.

## División por Capítulos
- I (1-5): Cicerón quiere hacer más atractiva la obra, eligiendo a un personaje famoso que captura la atención del público.
- II (6-12): Comienza el diálogo entre los tres protagonistas, Lelio, Escevola y Fannio que es el primero en hablar. Lelio habla de la muerte de Scipio y lo recuerda por sus grandes capacidades demostradas en vida, lo recuerda respetuoso con la familia y amado por toda Roma.
- III (13-16): Lelio declara creer en la inmortalidad del alma igual que Scipio. Es inútil sufrir por la muerte; Lelio sabe que el alma de Scipio es inmortal y ha subido a los dioses, solo le queda recordar su amistad y darla a conocer a la posteridad.
- IV (17-24) : Primer monólogo de Lelio en el cual hace un elogio a la amistad. Lelio dice que es una de las mejores cosas dadas a los hombres y que pertenece solo a los virtuosos.
- V (25) : Primer interludio.
- VI (26-32) : Segundo monólogo de Lelio, donde refleja el origen de la amistad, de la sociedad y de la asociación política. La amistad se tiene que atar a la naturaleza y no a la utilitas.
- VII (32) Segundo interludio.
- VIII (33-44): Empieza el tercer monólogo de Lelio dónde amplía y profundiza el discurso sobre la amistad. Explica las causas que pueden arruinar una relación como por ejemplo: el deseo del poder o el dinero. Analiza lo que puede hacer un amigo por otro y  enumera las reglas que son la base de una amistad.
- IX (45-60) Enumera los múltiples aspectos positivos de la amistad. Afirma la necesidad de saber elegir bien los amigos y que solo la amistad es un bien duradero. Habla del modo en que se puede querer a un amigo.
- X (61-90): Da consejos sobre cómo mantener una amistad. Para una amistad son fundamentales: la buena fe, sentirse igual a quien es inferior, compartir los éxitos, elegir la amistad de adultos, que nunca sea por comodidad, saber aceptar las críticas y reprochar con cariño a los amigos.
- XI (91-100): Distingue al amigo del adulador: tanto en la amistad como en la vida política, se premia la verdad.
- XII (100-104) : Conclusión. Refiriéndose a los argumentos expuestos, vuelve a hablar de la muerte de Scipio y dice que su amistad con él fue lo mejor de su vida. El dolor por esta pérdida se puede superar gracias a los recuerdos. Concluye invitando a sus yernos a valorar la virtud, porque solo el hombre virtuoso puede conocer la verdadera amistad.

### Protagonistas
Como indica el título de la obra, el Laelius de amicitia tiene como protagonista y portavoz del pensamiento de Cicerón, a Cayo Lelio, el amigo de Escipión con sus dos yernos: Scaevola l’Augure y Caius Fannius Strabo. Este grupo ya figuraba en un tratado precedente, el De re publica. Cicerón siguió en su juventud las enseñanzas jurídicas de Scævola y lo presenta en su introducción como el ponente (transportador) de una conversación tenida con Laelius a propósito de él.  Lelio nació en torno al año 180 a. C. y murió poco después del 129. Su padre había sido amigo de Escipión el Africano y como él, también lo fue Lelio. Mucio Escévola nació en torno al año 160 a. C. y era conocido como Quintus Mucius Escaevola Augur. Cayo Fannio Estrabón, más viejo que los otros, fue cónsul en el año 122, y participó a la tercera guerra púnica junto con otras operaciones militares. Fue sobre todo un hombre de cultura.

### Argumento
El argumento tratado en la obra es la amistad, considerada el bien mayor para el hombre después de la sabiduría. Gracias a las preguntas de los dos yernos, Lelio articula su discurso en tres largos monólogos, tratando el tema de la nobleza de la amistad, la naturaleza de la amistad y las normas que la regulan. Haciendo de Lelio su portavoz, Cicerón sienta en la bases de la amistad los valores de la virtus y la probitas, presentando la amistad no solo como una simple relación entre hombres, sino como una conexión sincera pura, desinteresada e idealizada. El intento es superar el concepto romano de amicitia como la creación de relaciones personales para fines de tipo político. Cicerón no  niega que de la amistad se pueda derivar alguna forma de utilidad, pero esta debe venir después del nacimiento de la amistad y no antes.

### La filosofía
Cicerón ya desde joven se interesó en la filosofía romana y griega, especialmente si esta podía mejorar de manera concreta la vida de los hombres. Cicerón se ocupará en primera persona de la filosofía en sus escritos al final de su carrera política, cuando ya se acercaba el final de su vida. Anteriormente, sus mayores esfuerzos literarios son relativos a la producción de obras políticas, retóricas e informes judiciales como la oración contra Verre y contra Catilina. En el siglo I era un hecho usual, para un ciudadano de las clases elevadas estudiar la filosofía griega; en Italia había muchos filósofos y retóricos griegos,  ir de viaje a Grecia completaba la instrucción del joven romano. En el De devinatione, Cicerón explica los motivos que, tras de la muerte de César, lo llevaron a escribir sobre filosofía. Entonces Cicerón se encontró excluido de la vida política y por eso, buscando una ocupación sustitutiva, decidió escribir obras que educaran a la juventud para ayudarla a afrontar la vida pública. Sus obras son obras de un romano que razona sobre la cultura griega y por eso hay un fondo pragmático: Cicerón critica o aprueba la cultura griega con la óptica del mundo romano, se encarga de divulgar el pensamiento filosófico griego que debe servir a la clase romana dirigente como referencia moral, de hecho, también las cuestiones teóricas ponen la atención a las consecuencias prácticas. Pragmatismo y eclecticismo caracterizan la filosofía de Cicerón.
Entre el 45 y el 44 a. C. se dedica a la escritura de obras filosóficas y luego se retira a la vida privada.
El concepto de amistad: Según Cicerón, la amistad, después de la sabiduría, es el bien más valioso. Es un sentimiento claro, desinteresado, que no nace de la búsqueda de lo útil, sino de una inclinación natural que une a las personas , una actividad que se hace noble cuando se extiende a la esfera pública. Es la mayor manifestación de concordia civil ,es la base de la cohesión social y la fuerza de un pueblo, que viene del corazón y no de la inteligencia. En el Laelius, Cicerón se inspira en el estoicismo relacionado con el Círculo filohelénico de los Escipiones, basado sobre el ideal de la filantropía, de la promoción de la solidaridad entre seres humanos más dotados para realizar los valores más elevados. La virtus es el primer requisito sin el cual no se puede realizar la verdadera amistad. En el Laelius de amicitia, Scipio es descrito por Lelio como el modelo ejemplar de amigo. La amistad presentada en este diálogo, no es solo convivencia de intereses, sino también la necesidad de crear relaciones basadas sobre el afecto. El valor de la amistad es la máxima armonía de los deseos, de las inclinaciones de un hombre y de sus pensamientos. A aquellos que tienen la virtus humanitas, la naturaleza les ha dado la amistad. Su deber es cuidarla y ponerla por encima de todo, pero solo si es el tipo de amistad que demuestra generosidad, lealtad y honestidad. Lelio afirma que quien mira a un amigo mira a una imagen de sí mismo. Si falta la amistad, entra la discordia y produce inestabilidad en las comunidades, en las ciudades, en los hombres.

### El concepto de amistad
Según Cicerón, la amistad, después de la sabiduría, es el bien más valioso. Es un sentimiento claro, desinteresado, que no nace de la búsqueda de lo útil, sino de una inclinación natural que une a las personas , una actividad que se hace noble cuando se extiende a la esfera pública. Es la mayor manifestación de concordia civil, es la base de la cohesión social y la fuerza de un pueblo, que viene del corazón y no de la inteligencia. En el Laelius, Cicerón se inspira en el estoicismo relacionado con el Círculo filohelénico de los Scipiones, basado sobre el ideal de la filantropía, de la promoción de la solidaridad entre seres humanos más dotados para realizar los valores más elevados. La virtus es el primer requisito sin el cual no se puede realizar la verdadera amistad. En el Laelius de amicitia, Scipio es descrito por Lelio como el modelo ejemplar de amigo. La amistad presentada en este diálogo, no es solo convivencia de intereses, sino también la necesidad de crear relaciones basadas sobre el afecto. El valor de la amistad es la máxima armonía de los deseos, de las inclinaciones de un hombre y de sus pensamientos. A aquellos que tienen la virtus humanitas, la naturaleza les ha dado la amistad. Su deber es cuidarla y ponerla por encima de todo, pero solo si es el tipo de amistad que demuestra generosidad, lealtad y honestidad. Lelio afirma que quien mira a un amigo mira a una imagen de sí mismo. Si falta la amistad, entra la discordia y produce inestabilidad en las comunidades, en las ciudades, en los hombres.

### Críticas
Son sobre todo dos los elementos que han interesado a la crítica. La supuesta redacción en varios estratos y la cuestión de las fuentes del Laelius. Desde el punto de vista artístico, el tratado sobre la amistad parece caracterizado por argumentaciones inconexas y contradictorias, suficientes para pensar en una estratificación compositiva. Esta falta de unidad sería presente ya en el proemio; la oratio de Lelio es presentada como un hecho real, transmitido a Cicerón por Quinto Mucio Escevola y como una ficción narrativa de Cicerón. El intento de suturar las dos distintas redacciones del proemio consistiría en la presentación del De amicitia como una personal reelaboración de la disputatio transmitida a Cicerón, por Scaevola, muchos años antes. Hoy la crítica está de acuerdo con la idea de la unidad del De amicitia, porque ninguno de los argumentos que están a favor de la estratificación de la obra es de verdad fuerte y decisivo y porque lo que es importante es el modo en que se presenta la obra en su redacción definitiva. Las contradicciones que están presentes en las obras puede no sean espejo de etapas cronológicamente diferentes en la redacción del tratado, sino signos de contradicciones reales en la problemática afrontada por Cicerón. En lo que concierne al problema de las fuentes del Laelius, la cuestión es controvertida. Es imposible definir con seguridad cuánto hay de estoico y cuánto de peripatético en el diálogo. Aulus Gellius, erudito del siglo II, indicó como probable fuente del Laelius el tratado sobre la amistad de Teofrasto. A partir de nuestro siglo se empezó a pensar en la posibilidad de que Cicerón se hubiera referido a un tratado de Panezio.